# Galambos Zoltán (zenész)

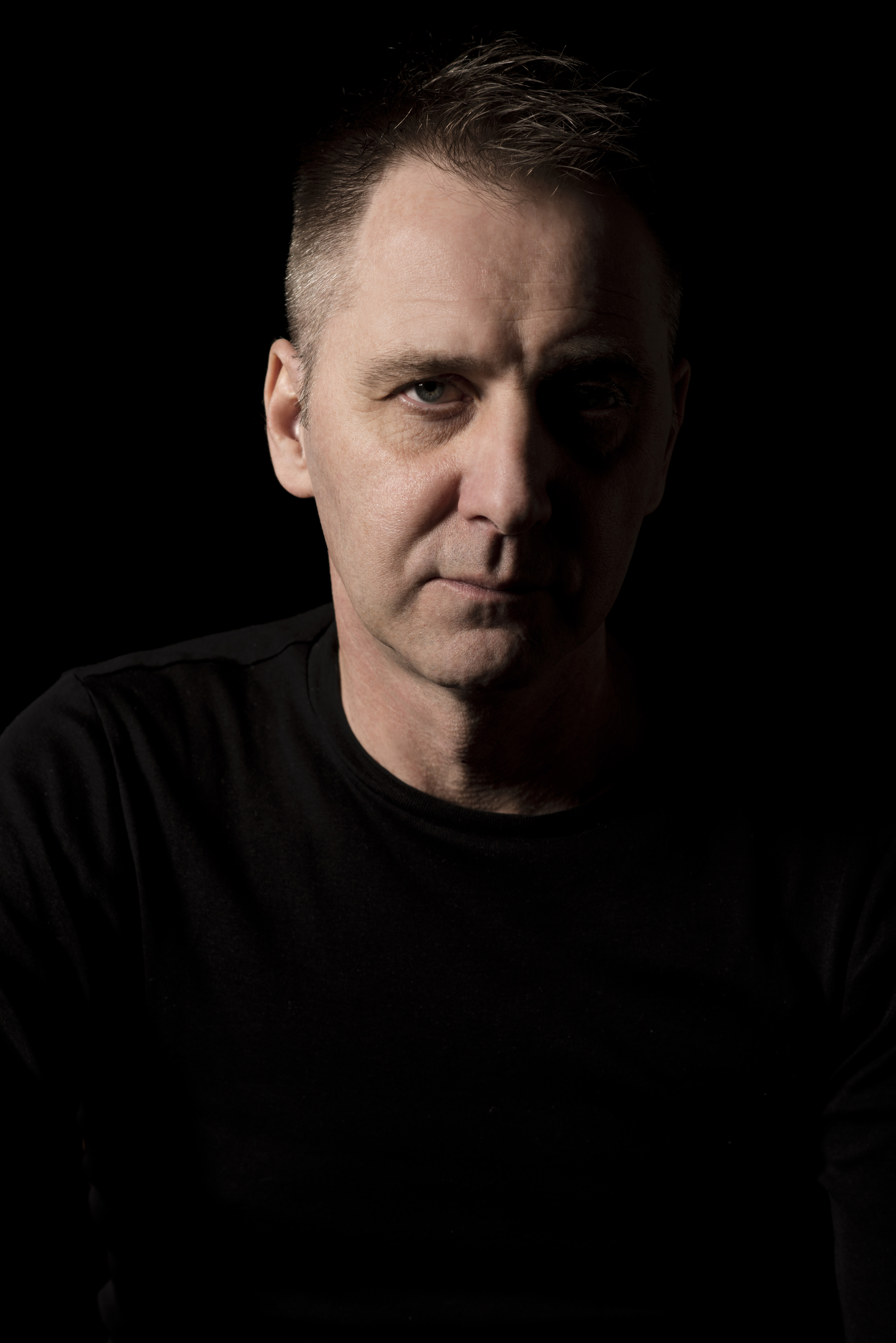

Galambos Zoltán (Budapest, 1967.–) zeneszerző, zenei producer, zenepedagógus. 

## Tanulmányai
Mivel zenei tehetsége már óvodás korában megmutatkozott, édesanyja elvitte a Botka Valéria és Csányi László által alapított és vezetett Magyar Rádió Gyermekkórusának felvételijére, ahova néhány népdal eléneklése után felvették, így általános iskolai tanulmányait a Gyermekkórus Somogyi Béla úti Általános Iskolájában kezdte. Az iskola tehetséggondozó programjának köszönhetően díjmentesen tanulhatott zongorát a Magyar Rádió művésztanárától, Hidy Katalintól (későbbi válása után Csáky Katalin).
Serdülőként egyre jobban vonzotta a rockzene és a pop, ezért – mivel nem akart klasszikus zenész lenni – középiskolai tanulmányait nem a Bartók Béla Zeneművészeti Szakközépiskolában, hanem a II Rákóczi Ferenc Gimnáziumban folytatta, ahol a KISZ szervezésében országos tehetségkutató versenyt nyert saját szerzeményei zongorázásával.
A középiskola után felvételt nyert a Bartók Béla Zeneművészeti Szakiskola Jazz-zongora szakára, ahol tanárai olyan kiemelkedő muzsikusok voltak, mint Gonda János, Szakcsi Lakatos Béla, Szacsky Róbert, Rátonyi Róbert, Pleszkán Frigyes, Friedrich Károly, Gőz László, Csepregi Gyula, vagy Borbély Mihály. Az iskolát induló popipari karrierje miatt félbehagyta felismerve, hogy – bár a műfaj megismerésének sokat köszönhet – nem lesz jazz zongorista.
A Liszt Ferenc Zeneművészeti Egyetem Jazz-tanszakának indulásakor sikeres felvételit tett, és zeneszerzés-hangszerelés szakon ösztöndíjasként diplomázott le1994-ben. Tanárai – a korábbi jazz-tanszakos mesterek mellett – Faragó Béla, Barabás Árpád, Binder Károly, és Fekete Mária voltak, de sokat tanult Babos Gyula gitárművésztől is.

### Szakmai pályafutása
1986-ban a Szigeti Ferenc által alapított Känguru zenekar billentyűseként kezdte szakmai életét, ahova Popper Péter távozása után került. A zenekarral kijutott a Frankfurti Rockfesztiválra, majd egy év közös munka után saját glam rock bandát alapított JAM néven. A zenekar szakmai útja során Szigeti Ferenc több alkalommal mentorként támogatta – hol egy hangfelvételi lehetőséggel a Magyar Rádió 8-as stúdiójában, hol egy-egy rádiós interjúval, illetve az 1988-as Superhits lemezen való session lehetőséggel. A zenekarra felfigyelt a szakma is, Németh Alajos meghívására a Bikini zenekar előtt játszhattak több alkalommal, illetve elkezdődtek a tárgyalások Wilpert Imrével – az akkor egyetlen állami hanglemezkiadó igazgatójával. A lemezkiadás nem valósult meg, a zenekarnak egy néhány dalból álló demója és egy a televízióban is bemutatott videóklipje maradt fenn, "Talán vele, talán nélküle" címmel, amelynek szövegét Geszti Péter írta.
Zenei produceri tevékenysége 1990-ben kezdődött, amikor 23 évesen felkérést kapott a Warner Music magyarországi irodájától és a Proton kiadótól az akkor egyetlen magyar női rockzenekar, a Moralisa első albumának zenei rendezésére.
1993-ban saját zenekart alapított DÁMA néven Németh Gábor Némóval, Erdélyi Lászlóval és a Moralisa zenekar korábbi énekesnőjével Magyar Hajnallal. A felvételeken olyan ismert nevek szerepeltek, mint Alapi István, Hetényi Zoltán, Torontáli István és Ferenczi György. A dalok szövegeit Valla Attila írta.
Ugyanebben az évben kezdődött session zenészi karrierje is, a Mester és Tanítványai zenekar, majd Lerch István koncertzenekarának tagja lett.
1995-ben menedzsmenti felkérést kapott a Manhattan fiúzenekar "Ajándék" című albumának produceri munkálataira, és vokalistaként fellépett – később '97-ben is – Sztefanovity Zorán Budapest Sportcsarnokban megrendezett koncertjén.
1996-ban zenei producere volt Delhusa Gjon "Rossz pénz" című albumának, és vokálozott Presser Gábor "Kis történetek" című lemezén.
1997-ben a Hip Hop Boyz nevű fiúzenekar session billentyűse lett, itt ismerkedett meg Sellyei Tamás Silkkel is, aki a hangfelvételek zenei producere volt.
1998 és 2001 között elsősorban Kozso produkcióiban vett részt "Magic Graybirdy" álnéven, amelynek során hangstúdiót épített. Ekkor készítette el társproducerként és hangmérnökként a Shygys és a Picasso Branch első lemezét, valamint az Ámokfutók és a Bestiák két-két albumát. A munkálatok során lehetősége nyílt nemzetközi színvonalú együttműködésre: Mark McGuire londoni hangmérnök társaságában készítette el az Ámokfutók "A Szerelem Hajnalán" című albumának keverési munkálatait.
Eközben menedzsmenti felkérésre zenei producerként készítette el a Cotton Club Singers "Casino" című albumát, valamint a BMG Magyarország felkérésére Roy és Ádám "Most Jövünk Mi!" című nagylemezén működött közre, mint zenei producer, hangszerelő, billentyűs és hangmérnök. Ez utóbbiért Arany Zsiráf díjat kapott az "Év Hangmérnöke" kategóriában, amit a helyszínen visszautasított arra hivatkozva, hogy az albumon több hangmérnök dolgozott, akik mind megérdemelnék a díjat.
1999-ben Kovács Barnabás zenekarvezető felkérésére tagja lett az AKT zenekarnak, ahol megírta a "Csak a szerelem" című dalt, ami a 2001-es országos kívánságlistákon éves összesítésben a 16. legtöbbet játszott felvétel volt.
1999 és 2001 között dolgozott zenei producerként a Cotton Club Singers "Vokálpatrióták" című albumán, és billentyűzött a Baba Yaga koncertzenekarában.
2001 és 2008 között elsősorban a Jamie Winchester & Hrutka Róbert zenekar billentyűseként tevékenykedett, miközben zenei producere volt Delhsa Gjon "Szeress Még!" című albumának, közreműködött a Cotton Club Singers "Luxury" című lemezének felvételein – mint zenei producer, hangszerelő, vokál arranger, és hangmérnök –, részt vett session billentyűsként Lerch István "50. Szimfónia" című koncertjén – amelyből CD és DVD is készült –, majd 2005-ben zenei rendezője volt a Cotton Club Singers "ABBA JAZZ" című nagykoncertjének. 2003.-ban zeneműkiadót alapított két társával "Szubjektív Stúdió" néven, és új hangstúdiót épített. A kiadó első (és egyetlen) albuma egy színészlemez volt "Így éneklünk mi" címmel, amelyen az előadók kedvenc zenei stílusaikban rendeltek dalt. Ezeket Galambos írta és hangszerelte meg, illetve az album hangmérnöke is ő volt. Az album aranylemez lett.
2003-ban megkapta az "Arany Nyíl" díjat az "Év billentyűse" kategóriában, 2006-ban Pierrot koncertzenekarának zenekarvezetője lett.
2006-tól Hrutka Róbert produkcióiban (Für Anikó, Udvaros Dorottya, Tompos Kátya, Cseh Tamás Emlékest) működik közre.
2018-ban koncertszervező céget alapított "Music Palace" néven, amellyel sikeres két éves turnét szervezett Udvaros Dorottya "Majdnem valaki" c. új albumának népszerűsítésére. Ugyanebben az évben kapott felkérést Balázs Ágnes írótól és Gáspár András rendezőtől a "Petőfi – Játék" c. zenés darab dalainak meghangszerelésére és a társulat zenei vezetésére.
2019-ben ABÚN néven nemzetközi zenei produkciót hozott létre, amely az emberiség legnagyobb kihívásaira (mint többek között a vallási, etnikai és nemi ellentétek, az éhezés, a háborúk, vagy a környezetszennyezés) igyekezett reagálni a zene nyelvén. A zenésztársak között olyan nevek szerepeltek, mint a Sting zenekarában közreműködő Rhani Krija, vagy a kenyai Kasiva Mutua és Mutindi 'Tindi' Muasa, illetve a Los angelesi Hilary Jones, a palesztin származású dán darbukás Simona Abdallah, valamint a magyar kollégák: Lantos Zoltán, Szabadi Andrea, és Antoni Arnold. A kezdeményezés mellé ugyan odaállt egy kockázati tőkebefektető, azonban a COVID 19 miatti rendelkezések a projekt megvalósulását ellehetetlenítették.
2021-ben a Jamie Winchester és Hrutka Róbert zenekar tagjaként a Győri Balettel közösen készült "One Way To Heaven" című előadáson több sikeres Müpa koncerten működött közre.
2022-ben Wolf Kati koncertzenekarának tevékeny tagja volt.

## Pedagógiai munka
1995-ben a budapesti Petőfi Sándor Gimnázium énektanára volt, ebben az évben hárman érettségiztek a tantárgyból.
2015-től fogad magántanítványokat, akiket billentyűs hangszeres játékra, zeneszerzésre, hangszerelésre, szoftveres és produceri, iparági ismeretekre tanít.
2016-tól a S.E.T. School of Entertainment & Technology keretein belül tart workshopokat pop-zeneszerzés, alkalmazott zene és remix készítés témakörökben.
2021 óta a tatai PERON tehetségközpont pop-zeneszerzés, zongora és zeneelmélet tanára.
2022-ben egy évig tanított a székesfehérvári Kodolányi János Egyetem Előadóművészet Alapképzés szakán, produceri ismereteket. Ugyanebben az évben írta meg első zeneelméleti könyvét "Banális Zeneelmélet" címmel, a Magyar Producer Workshop, pontosabban Bánkuti Dani felkérésére. A könyv sikerének köszönhetően 2023-ban elkészült a "Banális Zeneelmélet II" című folytatás is, amelyben bonyolultabb zeneelméleti összefüggéseket igyekezett érthető nyelvezettel megfogalmazni. 2024-ben a zeneelméleti könyvek alapján egy 10 részes oktató videó is készült.
A 2024-'25-ös tanévben a Debreceni Egyetem Kortárs Könnyűzenei Tanszakának tanára volt. Növendékeinek billentyűs hangszereket tanított, és zenekari gyakorlatot tartott.

## Üzleti élet
Iskolái elvégzése után minden tevékenységét különböző vállalkozások keretein belül végezte.
A rendszerváltás után Bt.-t alapított, később Szubjektív Stúdió néven két üzlettársával lemezkiadó céget hozott létre, amelynek keretein belül hangstúdiót is üzemeltetett. Ez a cég készítette el az "Így éneklünk mi" c. albumot, és Bella Levente "Látlak Téged" c. lemezanyagát. A címadó dalból videóklip is készült, amelynek forgatókönyvírója és rendezője is Galambos volt.
Később hálózatépítéssel foglalkozott, ahol középvezetői szintet ért el. Itt találkozott olyan motivációs irodalommal, amely a Generáció Program létrehozására inspirálta. A cég elsődleges küldetése az volt, hogy a felnőtté válás előtt álló fiatalokat felkészítse egy értékes és hatékony életre. Galambos fiatal, sikeres pszichológusokkal kezdte a tréning alapjainak lerakását, akik a közös munka során egyre motiváltabbá váltak, és kapcsolatrendszerüket megmozgatva nagyságrendileg 40 főre növelték a csapat létszámát. A cég sikeres képzést tartott azoknak az oktatóknak, akik a tudásanyagot az iskolákba vitték volna, ám - bár egy komoly nagybefektető kishíján financiális támogatást nyújtott - a tőke hiánya és az oktatási rendszer akkori helyzete miatt végül falakba ütközött a kezdeményezés.
Egy hosszadalmas betegségből felépülve a 2010-es években LeadUP néven menedzsmentcéget hozott létre, amelynek elsődleges feladata az innovatív, induló vállalkozások szervezeti, pénzügyi, jogi, informatikai brand és marketing támogatása volt. Az akkortájt Magyarországra begyűrűző "startup őrület" és az azt kísérő állami támogatások sok esetben szakmai alapokat nélkülöző módon való elosztása miatt azonban a menedzsmentnek be kellett látnia, hogy olyan piacon törekszik értékteremtésre, amely nem tolerálja a létezését.
2015-ben megalapította Music Palace nevű cégét, amely elsősorban koncertszervezéssel foglalkozott. Galambos a vállalkozást kifejezetten Udvaros Dorottya "Majdnem valaki" című albumának országos koncertturnéja miatt alapította, és egy marketinges társával együtt nagysikerű koncerteket szervezett a 2015-'17-es évben.
2025-ben alapította meg az East-West Music Production Zrt.-t, amellyel hazai tehetségeket támogat, azoknak lehetőségeket biztosítva a globális piacon.